# 동래군 (중국)
동래군(東萊郡)은 중국의 옛 군이다.

## 전한
한서 지리지 주석에서는 고제 때 설치됐다 하나, 실제로는 경제 3년(기원전 154년) 교동왕 유웅거가 오초칠국의 난에 가담해 자결하고 교동나라가 폐지된 이후 교동군을 분할해 설치한 것으로 보인다.
청주자사부에 속했다. 원시 2년(2년)의 인구조사에 따르면 10만 3292호, 50만 2693명이 있었다. 아래의 속현 목록은 한서 지리지를 따른 것으로 원연·수화 지간(기원전 8년)의 현황으로 여겨지며, 일반적으로 첫 현이 군의 치소이다.
| 현명     | 한자     | 대략적 위치                | 비고 |
| -------- | -------- | -------------------------- | --- |
| 액현     | 掖縣     | 옌타이 시 라이저우 시      | |
| 추현     | 腄縣     | 옌타이 시 남서             | 지비산사(之罘山祠)가 있다. 거상산(居上山)이 있고, 성상수(聲洋水)가 나와서 동북으로 바다에 들어간다.                              |
| 평도후국 | 平度侯國 | 칭다오시 핑두 시 북서      | |
| 황현     | 黃縣     | 옌타이 시 룽커우 시 동     | 내산(萊山)과 송림내군사(松林萊君祠)가 있다.                                                                                      |
| 임구현   | 臨朐縣   | 옌타이 시 라이저우 시 북   | 해수사(海水祠)가 있다. |
| 곡성현   | 曲成縣   | 옌타이 시 자오위안 시 서   | 삼산만리사사(參山萬里沙祠)가 있다. 양구산(陽丘山)이 있고 치수(治水)가 나와 남으로 기(沂)에서 바다에 들어간다. 염관(鹽官)이 있다. |
| 모평후국 | 牟平侯國 | 옌타이 시 서               | |
| 동모현   | 東牟縣   | 옌타이 시 무핑 구          | 철관(鐵官)과 염관(鹽官)이 있다.                                                                                                  |
| 현현     | 㡉縣     | 옌타이 시 룽커우 시 남동   | 백지내왕사(百支萊王祠), 염관이 있다.                                                                                             |
| 육리현   | 育犂縣   | 옌타이 시 라이저우 시 서   | |
| 창양후국 | 昌陽侯國 | 웨이하이 시 원덩 구 남     | 염관이 있다. |
| 불야현   | 不夜縣   | 웨이하이 시 룽청 시 북     | 성산일사(成山日祠)가 있다. |
| 당리현   | 當利縣   | 옌타이 시 라이저우 시 남서 | 염관이 있다. |
| 노향현   | 盧鄕縣   | 옌타이 시 라이저우 시 남   | |
| 양악후국 | 陽樂侯國 | 옌타이 시 라이저우 시 남서 | |
| 양석현   | 陽石縣   | 옌타이 시 라이저우 시 남   | |
| 서향후국 | 徐鄕侯國 | ?                          | |

## 신나라
다음 현의 이름을 고쳤다.
| 전한       | 신             |
| ---------- | -------------- |
| 액(掖)     | 액통(掖通)     |
| 평도(平度) | 이로(利盧)     |
| 황(黃)     | 의모(意母)     |
| 임구(臨朐) | 감구(監朐)     |
| 모평(牟平) | 망리(望利)     |
| 동모(東牟) | 홍덕(弘德)     |
| 창양(昌陽) | 숙경정(夙敬亭) |
| 불야(不夜) | 숙야(夙夜)     |
| 당리(當利) | 동래정(東萊亭) |
| 양악(陽樂) | 연악(延樂)     |
| 양석(陽石) | 식명(識命)     |

## 후한
13성 104,297호 484,393호를 거느렸다. 후한말 190년 요동군의 군벌이었던 공손도가 본군을 점령하고 잠시 군에 영주(營州)을 신설한 적이 있었다.
| 현명     | 한자     | 대략적 위치                | 비고                                                          |
| -------- | -------- | -------------------------- | ------------------------------------------------------------- |
| 황현     | 黃縣     | 옌타이 시 룽커우 시 동     |                                                               |
| 모평현   | 牟平縣   | 옌타이 시 서               |                                                               |
| 견후국   | 惤候國   | 옌타이 시 룽커우 시 남서   |                                                               |
| 곡성후국 | 曲城候國 | 옌타이 시 자오위안 시 서   |                                                               |
| 액후국   | 掖候國   | 옌타이 시 라이저우 시      | 과향(過鄕)이 현경내에 있었다.                                 |
| 당리후국 | 当利候國 | 옌타이 시 라이저우 시 남서 |                                                               |
| 동모후국 | 東牟候國 | 옌타이 시 무핑구           |                                                               |
| 창양현   | 昌陽縣   | 웨이하이 시 원덩 구 남     |                                                               |
| 노향현   | 盧鄕縣   | 옌타이 시 라이저우 시 남   |                                                               |
| 장광현   | 長廣縣   | 옌타이시 라이양시 동       | 낭야국에서 본군으로 이관되었다.                               |
| 검추현   | 黔陬縣   | 칭다오시 자오저우시 남서   | 낭야국에서 본군으로 이관되었다. 개정(介亭)이 현경내에 있었다. |
| 갈노현   | 葛盧縣   |                            | 우섭정(尤涉亭)이 있었다.                                      |
| 불기후국 | 不其候國 | 칭다오시 지모시 남서       | 낭야국에서 본군으로 이관되었다.                               |

## 위진
277년(서진 무제 함녕 3년) 불기현, 장광현과 복구된 창양현이 신설된 장광군으로 내속되면서 6현 6,500호를 거느리는 작은 군이 되었다. 영가의 난이 일어났을 때 본군 출신이었던 청주자사 조억(曹嶷)이 후조에 저항하면서 버티고 있었으나 석호에게 무너지면서 후조의 땅이 되었다.
| 현명     | 한자     | 대략적 위치                | 비고                                                  |
| -------- | -------- | -------------------------- | ----------------------------------------------------- |
| 액후상   | 掖候相   | 옌타이 시 라이저우 시      | 군의 치소가 있었다.                                   |
| 당리후국 | 當利候國 | 옌타이 시 라이저우 시 남서 |                                                       |
| 노향현   | 盧鄕縣   | 옌타이 시 라이저우 시 남   |                                                       |
| 곡성현   | 曲城縣   | 옌타이 시 자오위안 시 서   |                                                       |
| 황현     | 黃縣     | 옌타이 시 룽커우 시 동     | 래산(萊山), 송림래군사(松林萊君祠)가 현경내에 있었다. |
| 견현     | 惤縣     | 옌타이 시 룽커우 시 남서   |                                                       |

## 북위
470년(북위 헌문제 황흥 4년)청주에서 신설된 광주에 내속되었다. 동래군은 4현 19,195호 62,044명을 거느렸다. 서진대 동래군에 속했던 황현과 견현은 오호십육국시대에 신설된 동모군으로 이관되었으며 당리현은 장광군으로 이관되었다.
| 현명     | 한자     | 대략적 위치                               | 비고                                                                                       |
| -------- | -------- | ----------------------------------------- | ------------------------------------------------------------------------------------------ |
| 액현     | 掖縣     | 옌타이 시 라이저우 시                     | 군의 치소로 액산사(掖山祠), 수양산(秀陽山), 부산(斧山)이 현경내에 있었다.                  |
| 서곡성현 | 西曲城縣 | 옌타이 시 자오위안 시 잠장진(蚕庄鎭) 서북 | 황흥연간 곡성현을 분리하면서 신설되었다. 창석산(倉石山)이 현경내에 있었다.                 |
| 동곡성현 | 東曲城縣 | 옌타이 시 자오위안 시 잠장진(蚕庄鎭) 동남 | 헌문제시기 황흥연간에 곡성현에서 분리신설되었다. 창구(昌丘), 일산(日山)이 현경내에 있었다. |
| 노향현   | 盧鄕縣   | 옌타이 시 라이저우 시 남                  | 고군산(高君山), 방산(方山)이 현경내에 있었다.                                              |

## 수
수나라 초기, 장광군이 통폐합되면서 군역이 확장되었다. 주현제를 실시하면서 군이 폐지되고 광주(光州)가 설치되었다. 585년(수 문제 개황 5년)래주(萊州)로 개명되었다. 9현 90,351호를 거느렸다.
| 현명   | 한자   | 대략적 위치                                   | 비고 |
| ------ | ------ | --------------------------------------------- | --- |
| 액현   | 掖縣   | 옌타이 시 라이저우 시                         | 북제때 곡성현, 당리현이 통폐합되었다. 부산(缶山), 액수(掖水), 광수(光水)가 현경내에 있었다.                                                                          |
| 교수현 | 膠水縣 | 칭다오 시 핑두 시                             | 601년 장광현(長廣縣)에서 지금의 이름으로 개명되었다. 명당산(明堂山)이 현경내에 있었다.                                                                               |
| 노향현 | 盧鄕縣 | 옌타이 시 라이저우 시 남                      | 북제때 정성현(挺城縣)과 노향현이 모두 폐지되었는데, 596년(수 문제 개황 16년) 노향현만 복구되었으며 정성현지역은 현의 일부가 되었다.                                  |
| 즉묵현 | 即墨縣 | 칭다오 시 지모 시                             | 북제때 불기현과 함께 폐지되었는데 596년 복구되었고 불기현지역이 현의 일부가 되었다. 대로산(大勞山), 마산(馬山)이 현경내에 있었고 바다건너에 전횡도(田橫島)가 있었다. |
| 관양현 | 觀陽縣 | 옌타이 시 하이양 시 북 서가점진(徐家店鎭)일대 | 북주때 폐지되었으나 596년 복구되었다. 이때 모주(牟州)가 신설되면서 모주의 속현이 되었지만 대업초 모주가 폐지되면서 본군의 속현이 되었다.                             |
| 창양현 | 昌陽縣 | 라이양 시 옌타이 시 조왕장(照旺庄) 창양로일대 | 거신산(巨神山)이 현경내에 있었다. |
| 황현   | 黃縣   | 옌타이 시 룽커우 시                           | 동모군, 장광군의 2개군에 속했는데 북제때 동모군이 장광군에 통폐합되었다. 개황초 동모군이 폐지되면서 본군의 속현이 되었다.                                            |
| 모평현 | 牟平縣 | 옌타이 시 펑라이시 남                         | 모산(牟山), 용산(龍山), 금산(金山), 구목산(九目山)이 현경내에 있었다.                                                                                                |
| 문등현 | 文登縣 | 웨이하이 시 원덩구                            | 북제때 신설되었다. 석교(石橋), 문등산(文登山), 척산(斥山), 지부산(之罘山)이 현경내에 있었다.                                                                         |

## 군수·태수

### 전한
- 범륭(? ~ 기원전 12년)

### 후한
- 교숙(橋肅): 교현의 아버지다.
- 고신(高愼): 고유의 아버지다.